# Ridgefield (Washington)
Ridgefield è una città degli Stati Uniti d'America, situata nello Stato di Washington, nella Contea di Clark.